# 맨발로 왔다
맨발로 왔다는 한국에서 제작된 최영철 감독의 1970년 영화이다. 박노식 등이 주연으로 출연하였고 정진우 등이 제작에 참여하였다.

## 출연

### 주연
- 박노식
- 최지희
- 이예춘

## 제작진
- 조명: 박봉수
- 미술: 박석인